# Scirtes grandis
Scirtes grandis är en skalbaggsart. Scirtes grandis ingår i släktet Scirtes och familjen mjukbaggar. Inga underarter finns listade i Catalogue of Life.